# Arnaldur Indriðason
Arnaldur Indriðason (ur. 28 stycznia 1961 w Reykjavíku) – islandzki pisarz zajmujący się twórczością z gatunku fikcji kryminalnej.

## Życiorys
Z wykształcenia jest historykiem. Przed rozpoczęciem kariery pisarskiej pracował jako dziennikarz i krytyk filmowy.
Obecnie, według publikowanych przez islandzką prasę list bestsellerów, jest najpopularniejszym autorem w tym kraju. W 2004 roku siedem jego książek znajdowało się na liście najczęściej wypożyczanych pozycji w Bibliotece Miejskiej Reykjaviku.
Zadebiutował książką Synir duftsins (‘Synowie pyłu’) w roku 1997, i już ten debiut krytycy uznali za potencjalny początek nowej fali w islandzkiej powieści kryminalnej.
Jego książki zostały wydane w 26 krajach, tłumaczono je na język polski, niemiecki, duński, angielski, włoski, czeski, szwedzki, norweski, holenderski, fiński oraz francuski. Otrzymał Szklany Klucz – nagrodę literacką za najlepszą nordycką powieść kryminalną roku, w latach 2002 i 2003. Otrzymał także Złoty Sztylet, przyznawany przez Crime Writers’ Association, za powieść Grobowa cisza z roku 2005.
Mieszka obecnie w Reykjavíku z żoną i trójką dzieci.

## Twórczość

### Główne cykle
Powieści o detektywie Erlendurze Sveinssonie, jego rodzinie i partnerach: Sigurðurze Ólim oraz Elínborg.
- 1997 – Synir duftsins
- 1998 – Dauðarósir
- 2000 – Mýrin (wyd. pol. pt. W bagnie, przekł. Jacek Godek, Warszawa 2009)
- 2001 – Grafarþögn (wyd. pol. pt. Grobowa cisza, przekł. Jacek Godek, Warszawa 2010)
- 2003 – Röddin (wyd. pol. pt. Głos, przekł. Jacek Godek, Warszawa 2011)
- 2004 – Kleifarvatn (wyd. pol. pt. Jezioro, przekł. Jacek Godek, Warszawa 2012)
- 2005 – Vetrarborgin (wyd. pol. pt. Zimny wiatr, przekł. Jacek Godek, Warszawa 2013)
- 2007 – Harðskafi (wyd. pol. pt. Hipotermia, przekł. Jacek Godek, Warszawa 2016)
- 2008 – Myrká (wyd. pol. pt. Ciemna rzeka, przekł. Jacek Godek, Warszawa 2017)
- 2009 – Svörtuloft (wyd. pol. pt. Czarne powietrza, przekł. Jacek Godek, Warszawa 2018)
- 2010 – Furðustrandir (wyd. pol. pt. Plaże cudów, Warszawa 2022)
- 2011 – Einvígið
- 2012 – Reykjavíkurnætur
- 2014 – Kamp Knox

### Inne powieści
- 1999 – Napóleonsskjölin
- 2003 – Bettý
- 2006 – Konungsbók

### Inne utwory
- 2000 – Leyndardómar Reykjavíkur 2000 (jeden rozdział)

## Odznaczenia
- Krzyż Kawalerski Orderu Sokoła Islandzkiego (Islandia, 2004)[2]